# Momo Cissé
Momo Cissé (Conakry, 17 oktober 2002) is een Guinees-Frans voetballer, die doorgaans speelt als rechtsbuiten. Cissé maakt sinds augustus 2020 deel uit van het eerste elftal van VfB Stuttgart.

## Clubcarrière
Cissé is een jeugdspeler van Vendée Fontenay Foot, Paris FC en Le Havre AC. In de zomer van 2020 maakte hij de overstap naar het eerste elftal van VfB Stuttgart. Op 19 september 2020 maakte hij zijn debuut in de Bundesliga. In de thuiswedstrijd tegen SC Freiburg kwam hij twaalf minuten voor tijd Roberto Massimo vervangen. Zijn debuutwedstrijd werd met 2–3 verloren.

## Clubstatistieken
| Seizoen | Club          | Competitie | Competitie | Competitie | Beker | Beker | Internationaal | Internationaal | Totaal | Totaal |
| Seizoen | Club          | Competitie | Wed.       | Dlp.       | Wed.  | Dlp.  | Wed.           | Dlp.           | Wed.   | Dlp.   |
| ------- | ------------- | ---------- | ---------- | ---------- | ----- | ----- | -------------- | -------------- | ------ | ------ |
| 2020/21 | VfB Stuttgart | Bundesliga | 1          | 0          | 0     | 0     | –              | –              | 1      | 0      |
| Totaal  | Totaal        | Totaal     | 1          | 0          | 0     | 0     | 0              | 0              | 1      | 0      |

Bijgewerkt op 20 september 2020.